# Apocellus bicolor
Apocellus bicolor är en skalbaggsart som beskrevs av Thomas Casey 1885. Apocellus bicolor ingår i släktet Apocellus och familjen kortvingar. Inga underarter finns listade i Catalogue of Life.